# Насаждения Ростовского зоопарка
Насаждения Ростовского зоопарка — особо охраняемая природная территория, которая располагается в Октябрьском районе Ростовской области в Ростовском зоопарке. Это существующий памятник природы местного значения, который обладает режимом заказника.

## Описание
Зоопарк был основан в 1927 году, некоторая часть деревьев, посаженная на территории зоопарка в то время, сохранилась до XXI столетия. Насаждения расположены в центральной части Ростовского зоопарка. Это сосна крымская, которая представлена в количестве 14 деревьев, дуб черешчатый — 8 деревьев и 3 дерева липы мелколистной, которую также называют липой сердцелистной. Насаждения обладают историческим, природоохранным, просветительским и эстетическим значением и являются одним из самых старых насаждений деревьев, сделанных в черте города и сохранившихся до нашего времени. Площадь охраняемой территории составляет 3 гектара. Состояние насаждений деревьев — удовлетворительное. Деревьям был предоставлен охранный статус согласно Решению Ростовского горисполкома № 366 от 14 декабря 1977 года, Решению Облисполкома № 313 от 23 августа 1985 года, Решению областного совета № 87 от 22 апреля 1992 года.